# Нейшлотский переулок

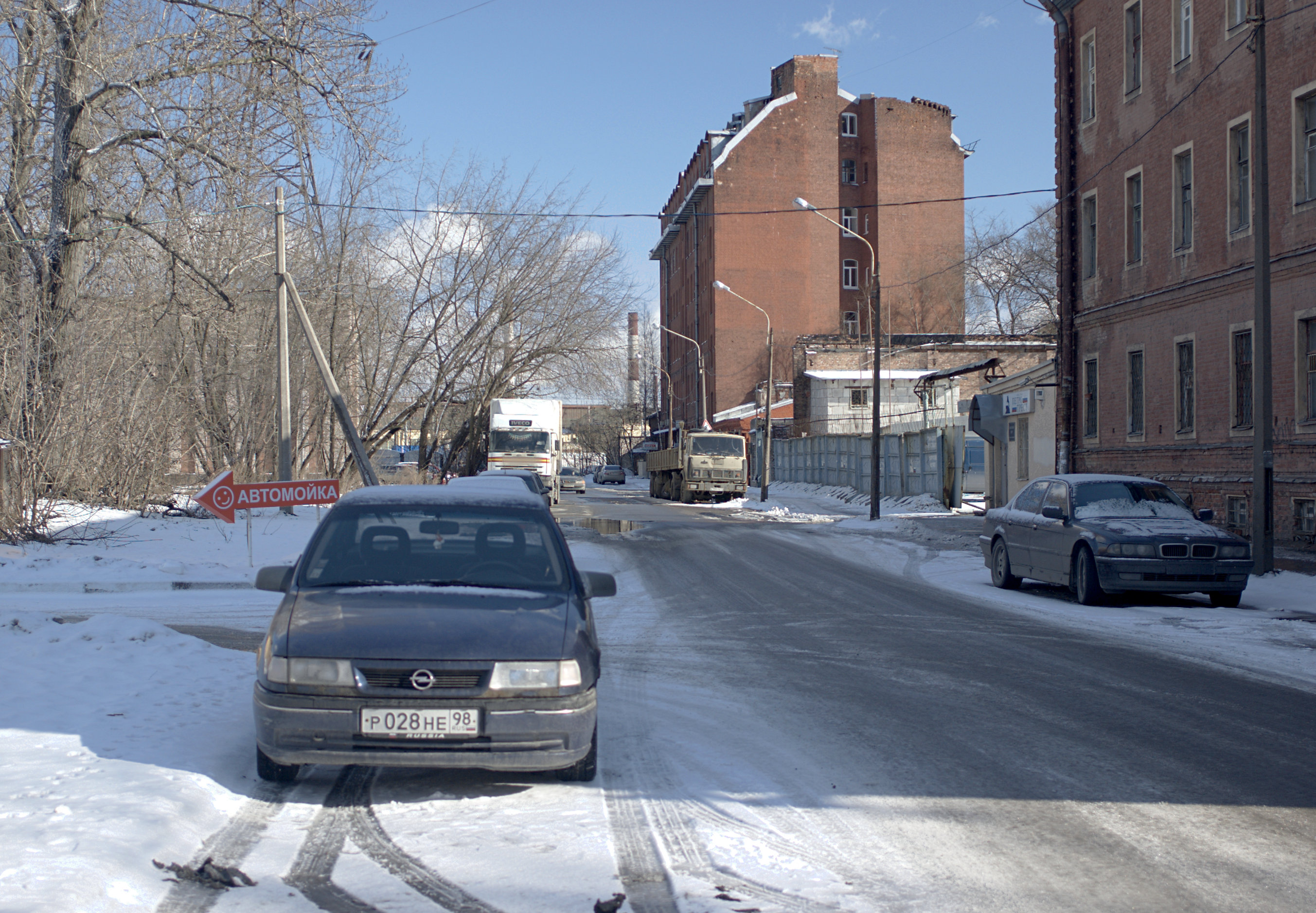
Нейшлотский переулок от Лесного проспекта до железной дороги. В глубине — дом 23—25

Нейшло́тский переулок — переулок в Выборгском районе Санкт-Петербурга. Проходит от Большого Сампсониевского проспекта до Финляндской линии Октябрьской железной дороги, пересекая Лесной проспект.

## История
С момента своего возникновения переулок вел в тупик, поэтому первое его название, появившееся на городской карте 1798 года, — Глухой переулок. Современное название Нейшлотский переулок присвоено 14 июля 1859 года указом, по которому многие петербургские улицы, носившие дублирующие названия, получали новые. Нейшло́тский переулок получил имя по шведскому названию одного из финских городов — Нюслотт (нынешняя Савонлинна), в ряду улиц Выборгской стороны, названных по городам Великого княжества Финляндского (см. также Гельсингфорсская улица, Ловизский переулок, Сердобольская улица, Финляндский проспект).
Раньше[когда?] по Нейшлотскому переулку была проложена от железной дороги до завода «Русский дизель» соединительная железнодорожная колея, у дома 6 она раздваивалась образуя станцию, а у домов 4 и 8 она имела глухие стрелки. Все стрелки были механические, а у дома 8 был не работающий семафор. После ликвидации завода соединительная ветвь была разобрана. В настоящее время можно видеть следы в виде широкого газона у дома 6 и 8; будку для сигнализации и стоянку машин у дома 4. Шлагбаумы на углу Лесного проспекта тоже были ликвидированы. При реконструкции трамвайных путей на Лесном проспекте в 2010 году железнодорожная стойка была демонтирована.

## Достопримечательности
- Большой Сампсониевский проспект, д. 35 (бывший д. 2 по Нейшлотскому пер.) — жилой дом прихода Сампсониевского братства. Построен в 1889 году по проекту арх. А. В. Иванова.
- Дом 2-4 — до 1 января 2012 года — школа № 108, далее гимназия № 107. В здании учатся только начальные классы.
- Дом 3 — бывший детский сад[3]. В настоящее время (2019 г.) демонтирован.
- Дом 5 — бывший доходный дом. Построен в 1897 году по проекту арх. В. Ф. фон Геккера. Позже перестраивался.
- Дом 6 — жилой дом, построен в 1930 году в стиле конструктивизма.
- Дом 7 — бывший доходный дом Д. А. Котлова. Построен в 1912 году в стиле модерн, архитектор Н. И. Товстолес.
- Дом 8 — бывший детский сад. В настоящее время в здании располагается Дирекция транспортного строительства комитета по благоустройству и дорожному хозяйству Санкт-Петербурга.
- Дом 9 — бывший доходный дом, построен в 1911—1912 годах арх. Ф. А. Лыхиным. Позже перестраивался.
- Дом 11-15 — жилой дом «Нейшлотская крепость», построен в 2004—2005 годах.
- Дома 15б и 15в построены по проектам арх. Е. Ф. Бржозовского соответственно в 1904 и 1898 годах.
- Дом 17/23 — дореволюционное трамвайное депо[4][5].
- Дома 23, 23-25 В — доходный дом и «Образцовый молочный комплекс Ю. Ю. Бенуа», 1914—1915 годах, арх. Ю. Ю. Бенуа, кирпичный стиль. В настоящее время в доме находится Центр занятости населения Калининского района Санкт-Петербурга.  7830642000